# ウォン (マーベル・コミック)
ウォン（Wong）は、マーベル・コミックが出版するコミック作品に登場するキャラクターである。『ストレンジ・テイルズ』第110号で初登場したこのキャラクターは、地球の“ソーサラー・スプリーム”の肩書きを持つドクター・ストレンジのサイドキック兼従者である。

## 発行履歴
ウォンは約1000年の中国人僧侶にして教師、ヒーラーの肩書きを持つカンの子孫であり、隠者ハミヤの長男である。“カマー・タージ”で生まれたウォンは4歳の頃、ハミヤによって彼を古代のものに紹介した。その後、ウォンはカマー・タージの武道と神秘芸術の学生になるために人里離れた修道院に送られ、“ソーサラー・スプリーム”であるエンシェント・ワンに仕えるための訓練を受け、特定の東洋武術を習得した。実際に召使いになって以来、彼はかつてほどそれらを練習しなくなった。
成人したウォンは、エンシェント・ワンの指示でアメリカに送られ、スティーヴン・ストレンジ/ドクター・ストレンジの召使となった。ウォンは長年にわたってストレンジに忠実に奉仕し、その支えを受けたストレンジはエンシェント・ワンからソーサラー・スプリームを継承した。
それからウォンは、ドラキュラによってヴァンパイアに変貌させられたり、シャドウクイーンが支配する別次元に拉致・幽閉されたり、デーモンに襲われたり、エンパスのトパーズと共にエイリアンの魔術師ウルソナによって捕虜にされ、顔を切断されるなど次々と窮地に追い込まれ、その度にストレンジに救われてきた。
ストレンジが世界中の人々に彼が死んだと思い込ませる呪文を唱えると、ウォンはストレンジを“スティーヴン・サンダース”という名前の男として認識し、サラ・ウルフと共にオカルトの研究機関である“スティーヴン・ストレンジ・メモリアル・メタフィジカル・インスティテュー”の共同管理者に選ばれた。ストレンジがシュマゴラスを倒してニューヨークに戻ると、ウォンとウルフは呪文から解放され、彼に関する完全な記憶を取り戻し、彼を温かく歓迎した。
イメイ・チャンがストレンジの敵の一人によって悪魔に変貌させられた時、彼女と懇意の仲であるウォンはストレンジがイメイを助けられると信じていたが、彼が当時自身の問題を抱えていたことからストレンジがイメイを助けることができないと思い込んだ。このことがウォンとストレンジの関係に最初の軋轢をもたらした。その末に、この問題に立ち向かったストレンジは変貌させられたイメイが偽者で、イメイ本人が殺されたことを知った。
ストレンジが“ディフェンダーズ”、“シークレット・ディフェンダーズ”、“ミッドナイトサンズ”のリーダーシップをとると、ウォンは多くの冒険を通じてストレンジに忠実に仕えてきた。

### ニュー・アベンジャーズ
ウォンは、『シビル・ウォー』での出来事の後、『ニューアベンジャーズ』で脇役となり、政府に登録することを望まずに逃亡するスーパーヒーローたちに仕えた。それからウォンは癌を発症し、ストレンジに治癒のための魔法の探求に行ってもらった。同時期のクリスマスイブに、ウォンはニューヨークで民間人を危険にさらすテロリストに遭遇し、単身で立ち向かうと、人間を憎むドラゴン“フィン・ファン・フーム”に救われた。ウォンはドラゴンをサンクタムに招待しようとしたが断られた。
ニューアベンジャーズがパーカー・ロビンス/フードらのスーパーヴィラン軍団に挑むと、ウォンは負傷していたストレンジを襲撃したフードを殴り返した。スーパーヴィラン一同は敗北したが、サンクタムに小さくないほどの損害を与えた。後にウォンはソーサラー・スプリーム就任に立候補したが、ジェリコ・ドラム/ブラザー・ブードゥーがその任に納まった。
しかしウォンはストレンジの要請でニューアベンジャーズのハウスキーパーに推薦され、『フェアー・イットセルフ』の後、複数のヒーローがアベンジャーズマンションで再編成された。だがウォンはこれに怒り、執事ジャービスを脅してしまった。このことから、ストレンジの要請で一時身を隠すことになった。またウォンは邪悪なアメリカ大統領に挑むストレンジとデッドプールをサポートした。

## 能力・スキル
ウォンは“カマー・タージ”の武術を熟知した武道家で、地上のあらゆる敵を迅速かつ効率的に制することができ、黒魔術にも精通していることから、ある時点でソーサラー・スプリームの候補者と認められるほどの魔術の力を発達させている。

## その他のバージョン

### Earth X
『Earth X』のディストピアの未来において、ストレンジのアストラル体がクレアによって殺されるとウォンは、ストレンジの体の保護するが、地球全体に解き放たれたテリゲンミストによって変貌し、メフィストに操られてしまった。

### Marvel Adventures
『Marvel Adventures』においては、ストレンジの大学時代からの友人ジェイソン・ウォンとして登場し、自動車事故で重度の精神衰弱を患ったストレンジの世話人になった。複数の医師が助けられなかったストレンジをウォンはエンシェント・ワンの下へ連れて行き、ストレンジの精神疾患を治療させると、エンシェント・ワンとも友人になった。そして彼らは後にサンクタム・サンクトラムに移り、そこで時々ビデオゲームセッションを楽しむ仲にもなった。

### Marvel Zombies
『Marvel Zombies vs. The Army of Darkness』第3号においてウォンはサンクタムに1人でいる間、ゾンビに噛まれたドクター・ドルイドに避難所を与えるが、彼の手にかかってむさぼり食われてしまった。

### Doctor Strange: Season One
小説『Doctor Strange: Season One』におけるウォンは、エンシェント・ワンと対等でありながら頑固な弟子として登場。強力なヴィシャンティを指揮できるレリックの存在を知ってそれを入手するための冒険をストレンジへの指導を兼ねながら始めた。その中でウォンは、手に入れたレリックの莫大な力に誘惑されるが、最終的に望んでそれらを断念した。

### アルティメット・マーベル
『アルティメット・ユニバース』に何度か出演したウォンは、そこでドクター・ストレンジ・ジュニアの召使いになった。

## MCU版
マーベル・シネマティック・ユニバース（MCU）では、ベネディクト・ウォンが演じる。日本語吹替は田中美央が担当。
本項は、“アース616”（正史の宇宙）におけるウォンを主軸として表記する。

### キャラクター像
“マスターズ・オブ・ミスティック・アーツ”に属するアジア系の魔術師。“ターゲット”の“カマー・タージ”支店で販売員として9年間働いた後に、カマー・タージの図書館を管理・守護する司書を11年間務めた。なお、フルネームは不明。
何事にも真剣に取り組み、常に仏頂面を崩さないほど厳格で、スティーヴン・ストレンジ/ドクター・ストレンジと出会って間もなかった頃は、彼のジョークにも動じず、流行や著名人に関する事象にも疎く浮世離れしている第一印象であるものの、必ずしも堅物というわけではなく、ストレンジの音楽の話題に興味を持って携帯音楽プレーヤーで西洋のポップスを聴きながら仕事をしたり、シュー・シャン・チーとケイティ・チェンにカラオケへ連れられて仲良く熱唱したり、テレビドラマ『ザ・ソプラノズ 哀愁のマフィア』をカマー・タージの私室で視聴するなど、アメリカの大衆文化を嗜好する一面を持つ。ストレンジとは“ゼロッツ”打倒後に打ち解け、冗談を言い合って笑うなど、かなりくだけたやりとりを交わせる盟友同士となり、彼が消滅していた“ザ・ブリップ”の頃からは“至高の魔術師（ソーサラー・スプリーム）”に就任した。

### 『ホワット・イフ…?』版
ウォン（アース91233）
“アース91233”におけるウォン。正史のウォンと同様に、スティーヴン・ストレンジ/ドクター・ストレンジの盟友でマスターズ・オブ・ミスティック・アーツに属する魔術師でもある。
ウォン（アース89521）
“アース89521”におけるウォン。“量子ウイルス”に感染し、ゾンビ化した。

### 能力
魔術の技と知識を大辞典並に有すると共に、“インフィニティ・ストーン”についても詳しく、その誕生の経緯やそれぞれのストーンが持つ概念とその能力も熟知している。

#### 魔術/ミスティック・アーツ
エルドリッチ・ウィップ
1本の鞭状の“エルドリッチ・ライト”。殴打や相手の捕縛に用いる。
ラガドールのルビーリング
展開した魔法円をそのまま手元に盾として形成・装備するエルドリッチ・ライト。
セラフィムの盾
大型の防壁。エボニー・マウとの戦いで相手が飛ばしてきた樹木を相殺した。
ヴィシャンティの保護呪文
アース91233におけるウォンがストレンジにかけた。

### レリック
スリング・リング
使用する魔術師が望む行き先へのゲートウェイ（出入り口）や、この次元と“ミラー次元”の往来を行うための指輪。
ワトゥームの杖
香港の“サンクタム・サンクトラム”のレリックの陳列室に置かれていたワンド。ウォンがカエシリウスらゼロッツに立ち向かうために持ち出す。

### 各作品での活躍
『ドクター・ストレンジ』
本作でMCU初登場。魔術の修行に励むストレンジの導き手となる。
毎度魔術書を借り受けに来ては閲覧禁止の書物を読もうとするストレンジに頭を抱え、彼が“アガモットの目”を用いた魔術まで試していることに気付くと、カール・モルドと共にストレンジへ厳しく忠告し、“多元宇宙（マルチバース）”と“カリオストロの儀式”について解説した。
物語のクライマックスでは香港を守るため、他の魔術師たちを率いて果敢に戦場に立つが、ゼロッツに敗れて瓦礫の下敷きとなってしまった。しかしストレンジに救われ、彼によって香港が救われた一部始終と、去り行くモルドを見届けた。そしてストレンジには、「お前にインフィニティ・ストーンはまだ早い」と声をかけつつも、彼の魔術師としての成長を認める。
『アベンジャーズ/インフィニティ・ウォー』
本作では物語の前半にのみ登場・活躍する。
“サンクタム・サンクトラム”（ニューヨーク）でストレンジと過ごしていたところに墜落してきたブルース・バナー/ハルクからサノス襲来を報されると、トニー・スターク/アイアンマンたちにインフィニティ・ストーンについて解説する。その直後に現れた“ブラック・オーダー”との戦いではトニーたちと連携し、魔術でカル・オブシディアンの左腕を奪い、北極へと追いやった。マウに拉致されたストレンジの救出と、彼が持つタイム・ストーン奪還はトニーたちに任せ、自身はストレンジの代理としてニューヨークのサンクタムを守るべく撤退する。
『アベンジャーズ/エンドゲーム』
本作では物語の後半にのみ登場・活躍する。
クライマックスのサノスの群勢との決戦において多くのゲートウェイを開き、自ら招集したヒーローたちや彼らと所縁ある大勢の戦士たちと共に、戦場となった“アベンジャーズ・コンパウンド”跡地に現れて参戦。決戦後は、ストレンジと共にトニーの葬儀に参列する。
『シャン・チー/テン・リングスの伝説』
本作では“ゴールデン・ダガーズ・クラブ”の裏闘技場の常連出場者として、アジア系の観客たちから注目を集めていた。
シャン・チーとケイティがクラブに来店した際には、八百長試合と思しき対戦をエミル・ブロンスキー/アボミネーションと繰り広げており、相手の強力な打撃に押され気味となりつつも、ゲートウェイを開いてアボミネーションに自身を殴らせて勝利し、喝采を浴びて万歳したり、試合後の彼にアドバイスしつつ、帰りに送っていくなどの様子を見せた。
ラストシーンからミッドクレジット・シーンでは、バーにいたシャン・チーとケイティをカマー・タージの書庫に案内し、シャン・チーがシュー・ウェンウーから受け継いだリングをブルース、キャロル・ダンヴァース/キャプテン・マーベルと共に分析。リングの詳細は掴めず、キャロルとブルースの退席後、シャン・チーとケイティにはこれからの人生が一変することを伝えて休養を勧めるも、2人とカラオケに興じる。
『ホワット・イフ...?』シーズン1
第4話
アース91233におけるウォンが登場。クリスティーン・パーマーとの思い出に浸り過去に戻って彼女を救おうと考えるストレンジに、時間を無闇に操ることの危険性を忠告した。やがて世界が滅びかけた際には、もう一人の自身との戦いに赴く直前のストレンジにヴィシャンティの保護呪文を施し、彼に後を託して消滅する。
第5話
アース89521におけるウォンが既にゾンビ化した状態で登場。量子ウイルスが地球上に蔓延してから2週間後、ニューヨークの路上に降り立ったエボニー・マウとカル・オブシディアンを、同じくゾンビ化したトニーやストレンジと共にゲートウェイから現れて奇襲し、マウらをゾンビに変え、カルの片腕を貪った。そして居合わせたブルース・バナーにも襲いかかろうとして開いたゲートウェイを潜ろうとするが、浮遊マントによって抑えつけられ、閉じたゲートウェイに頭部を切断される。
『スパイダーマン:ノー・ウェイ・ホーム』
本作では、物語の前半のワンシーンにのみ登場。ソーサラー・スプリームの使命に没頭してサンクタム・サンクトラムの手入れを忘れていたとストレンジに指摘される滑稽な場面を見せた。
サンクタム・サンクトラムに来訪したピーター・パーカー/スパイダーマンを出迎え、世間に広まったピーター=スパイダーマンであるという事実を無かったことにしたいという彼の頼みを聞いて“カフカルの魔法陣”を発動しようとするストレンジにソーサラー・スプリームとして警告するが、彼のピーターに対する親切心に打たれて「俺には関係ない、ご勝手に」と告げて、カマー・タージへ立ち去る。
『ドクター・ストレンジ/マルチバース・オブ・マッドネス』

『シー・ハルク:ザ・アトーニー』

## その他のメディア

### テレビアニメ
- 『スパイダーマン』：原語版ではジョージ・タケイが、日本語吹替版では飯島肇がそれぞれ声をあて[27]、ストレンジの弟子にして、二振りの神秘的な剣を振り回すキャラクターとして登場。
- 『スーパー・ヒーロー・ギャング』：台詞なしでカメオ出演。

### そのほかの映画
- 『ドクター・ストレンジ』 ：クライド・クサツが演じた[28]。
- 『Doctor Strange: The Sorcerer Supreme』：ポール・ナカウチが声をあて[27]、ストレンジのメンターも務める白髪のマスターソーサラーとして登場する。

### ビデオゲーム
- 『MARVEL ULTIMATE ALLIANCE』：マイケル・ハギワラが声をあて、ノンプレイヤーキャラクターとして登場[27]。
- 『MARVEL オールスターバトル』：プレイヤーキャラクターとして登場[29]。
- 『マーベル・フューチャーファイト』：プレイヤーキャラクターとして登場[30]。
- 『Marvel Avengers Academy』：ニコラス・アンドリュー・ルイが声をあて、プレイヤーキャラクターとして登場。
- 『LEGO マーベル スーパー・ヒーローズ 2 ザ・ゲーム』：ダン・リーが声をあて、プレイヤーキャラクターとして登場。